# Markus Beham
Markus Peter Beham (* 1986) ist ein österreichisch-britischer Jurist und Historiker mit Forschungsschwerpunkten im Völker- und Europarecht, der internationalen Streitbeilegung, dem öffentlichen Wirtschaftsrecht sowie der Rechtsphilosophie der Transformation, insbesondere Nachhaltigkeitsrecht. Seit 2025 ist er Professor an der Europa-Universität Viadrina in Frankfurt (Oder).

## Ausbildung
Markus Beham maturierte 2004 am Bundesgymnasium Schärding, Österreich, mit Auszeichnung. Anschließend studierte er von 2005 bis 2009 Geschichtswissenschaften an der Universität Wien. Parallel dazu absolvierte er von 2005 bis 2011 ein Studium der Rechtswissenschaften an der Universität Wien sowie an der Aristoteles-Universität Thessaloniki in Griechenland mit einer doppelten Schwerpunktausbildung in den Bereichen Recht der internationalen Beziehungen sowie Rechtsphilosophie, -ethik und -theorie. 2016 verteidigte er seine Dissertation in Rechtswissenschaften an der Université Paris Nanterre und an der Universität Wien, 2017 zudem seine Dissertation in Geschichtswissenschaften an der Universität Wien.

## Beruflicher Werdegang
Von 2011 bis 2013 war Markus Beham als Projektassistent für das vom BMVIT geförderte Drittmittelprojekt „NPOC Space Law“ am Institut für Europarecht, Internationales Recht und Rechtsvergleichung bei Irmgard Marboe an der Universität Wien tätig. Im Jahr 2012 wurde er in das Begabtenförderungswerk Pro Scientia aufgenommen. 2013 übernahm er eine Stelle als Universitätsassistent am selben Institut bei August Reinisch, gefolgt von der Aufnahme in das Uni:docs Förderprogramm der Universität Wien. 2014 begann er als wissenschaftlicher Mitarbeiter am Lehrstuhl für Staats- und Verwaltungsrecht, Völkerrecht, Europäisches und Internationales Wirtschaftsrecht (Hans-Georg Dederer) an der Universität Passau. Während seines LL.M.-Studiums als Fulbright-Stipendiat an der Columbia Law School in New York war er Research Assistant bei Anthea Roberts und Lori Fisler Damrosch. 2016 wurde er als Attorney and Counsel at Law im US-Bundesstaat New York zugelassen und war anschließend bis 2017 für Freshfields Bruckhaus Deringer LLP als Associate in deren International Arbitration Group tätig.
Von 2017 bis 2025 war er als Akademischer Rat und anschließend als Akademischer Oberrat auf Zeit am Lehrstuhl von Hans-Georg Dederer an der Universität Passau beschäftigt, wo er 2022 das Habilitationsverfahren mit der Verleihung der venia legendi für Öffentliches Recht, Völkerrecht, Europarecht sowie Grundlagen des Rechts abschloss. In den Jahren 2018 und 2019 vertrat er die Professur für Öffentliches Recht, Finanz- und Steuerrecht an der Universität Regensburg. 2023 übernahm er eine Gastprofessur am Institut für Europarecht und Völkerrecht der Universität Innsbruck. Von 2023 bis 2024 vertrat er die Professur für Öffentliches Recht, insbesondere Völker- und Europarecht, an der Universität Trier. 2024 folgte eine weitere Lehrstuhlvertretung an der Freien Universität Berlin im Bereich Staats- und Verwaltungsrecht, Öffentliches Wirtschaftsrecht und Sozialrecht. Einen im Jahr 2024 ergangenen Ruf auf die Professur für Recht der Nachhaltigkeit und Mobilität an der Universität Innsbruck lehnte er ab.
Seit 2025 ist Markus Beham Inhaber des Lehrstuhls für Öffentliches Recht, Völker- und Europarecht an der Europa-Universität Viadrina in der Nachfolge von Wolff Heintschel von Heinegg.
Er ist Herausgeber der Zeitschrift Nachhaltigkeitsrecht.

## Mitgliedschaften
- Alumnus Member, Wolfson College Cambridge
- Chercheur Associé, Centre de Droit International de Nanterre (CEDIN)
- Open Council of Europe Academic Networks (OCEAN) Netzwerk des Europarats

## Schriften (Auswahl)
- mit Melanie Fink und Ralph Janik: Völkerrecht verstehen3, Facultas (2021)
- mit Melanie Fink: Völkerrechtsprechung kompakt2, Facultas (2025)
- Indirekte Enteignung – Verfassungsunmittelbar gebotene Entschädigungspflicht im Spiegel des Mehrebenensystems, Mohr Siebeck, Habilitationsschrift (2025)
- Atrocity Labelling: From Crimes Against Humanity to Genocide Studies, Bloomsbury, Dissertation in Geschichte (2022)
- State Interest and the Sources of International Law: Doctrine, Morality, and Non-Treaty Law, Routledge, Dissertation in Rechtswissenschaften (2018)